# Potenzieren (Homöopathie)
Potenzieren (auch Dynamisieren) bezeichnet eine in der Homöopathie angewandte Methode zur Herstellung von homöopathischen Arzneimitteln. Bei diesem Zubereitungsverfahren wird die Arzneisubstanz schrittweise mit Wasser oder Alkohol verschüttelt oder mit Milchzucker verrieben und dabei teilweise so extrem verdünnt, dass der Ausgangsstoff nicht mehr nachweisbar ist. Durch das Zubereitungsverfahren soll die erwünschte Wirkung verstärkt werden.
Die behauptete pharmakologische Wirkung von Verdünnungen sowie der so erzeugten „Hochpotenzen“ ist aus wissenschaftlicher Sicht nicht gegeben. Das Potenzierungsverfahren und das hahnemannsche Ähnlichkeitsprinzip widersprechen den naturwissenschaftlichen Erkenntnissen. Die Wirksamkeit durch Potenzieren hergestellter homöopathischer Arzneimittel konnte trotz umfangreicher Studien nicht nachgewiesen werden. Eine wahrgenommene Wirkung homöopathischer Behandlungen beruht nach heutigem Erkenntnisstand auf psychologisch erklärbaren Placeboeffekten.